# Segle XII
El segle xii correspon a la baixa edat mitjana i, pels canvis que va suposar a la cultura i organització social, sovint es parla del renaixement del segle XII, ja que implica abandonar el feudalisme estricte (si el veiem només com una realitat institucional) i anar cap als estats moderns en un lent període de desenvolupament continuat marcat pel redescobriment del pensament antic i els nous avenços tècnics i socials.

## Política
A Europa, es comença a produir un procés de centralització, mitjançant el qual el rei guanya poder als altres nobles i creix l'estructura política dels estats embrionaris. Aquest nou poder sovint topa amb l'Església, com proven afers com la lluita de les investidures, que acaba amb el concordat de Worms el 1122. L'assassinat de Thomas Becket s'ha de llegir en la mateixa òptica. Destaquen les figures de Ricard Cor de Lleó, a Anglaterra; Frederic I del Sacre Imperi romanogermànic al centre d'Europa i la creació de la corona d'Aragó amb el casament de Ramon Berenguer IV i Peronella d'Aragó. Aquest nou regne dominarà la Mediterrània i tindrà un paper destacat en la conquesta cristiana. Portugal es va declarar independent el 1143.
Els regnes cristians continuen la seva lluita amb els àrabs, com proven les croades (tres durant el segle, i la tercera croada fou de les més reeixides). Aquesta guerra constant provoca l'aparició de l'orde del Temple el 1119. Per part musulmana, cal destacar el lideratge del soldà Saladí, responsable de la resistència i triomf islàmic. El seu exèrcit ajudarà a la implantació progressiva d'una cultura musulmana que recull l'herència grega i la difon per Europa i el nord d'Àfrica. La dinastia aiúbida, que va governar Egipte, Síria, Iemen i part d'Iraq, és una de les branques més destacades del sector oriental, mentre que els califats d'Al-Àndalus dominen l'extrem occidental.
A Amèrica del Nord, les diferents tribus pueblo comencen a establir-se als futurs Estats Units. La cultura Thulé de caçadors de balenes s'expandeix a Grenlàndia. El segle xii veu la fi de l'Imperi tolteca al centre del continent, fet que provoca l'aparició de diversos pobles derivats d'aquesta civilització, que aniran conquerint la zona mesoamericana i expandint-se cap al sud.
Àsia continua el període d'esplendor de segles anteriors. A la Xina regna la dinastia Song, la qual va afavorir alguns dels invents més rellevants de la seva època (tot i que aquest accent tècnic i cultural va implicar una davallada militar que la faria defallir enfront potències rivals més endavant). Genguis Kan comença la creació de l'Imperi mongol, que amb els anys seria el territori continu sota un mateix líder més extens de la història. Al Japó, s'estableix el primer règim militar feudal, el shogunat Kamakura, mentre que el sud-est asiàtic contempla l'auge de l'Imperi Khmer.
Altres pobles destacats són l'Imperi Tu'i Tonga a Oceania, la civilització Ife a l'actual Nigèria i la dinastia Zagwe a Etiòpia, que protagonitzen un desenvolupament social i territorial rellevant. A Àfrica, a més a més, continua la puixança de l'Imperi Songhai a l'oest.

## Economia i societat
Durant el segle xii, es produeix el naixement de la ciutat medieval pròpiament dita, amb l'establiment d'una incipient burgesia que busca el guany en els diners i no en la terra. Això provoca grans canvis socials: nous oficis (agrupats en gremis), una mentalitat lligada al plaer i la vida social, un auge en el transport i els intercanvis comercials entre diferents pobles i una modificació del paisatge. L'abús dels senyors feudals provoca l'èxode de camperols cap a les urbs o l'aparició de figures semimítiques com Robin Hood.
La concentració humana va afavorir l'aparició de noves malalties i periòdiques epidèmies de grip que van fer minvar la població, que d'altra banda es compensava per l'excedent d'aliments fruit de la tecnificació agrícola. Cal destacar el terratrèmol d'Alep de 1138, un dels més mortífers de tota l'edat mitjana, pel cost demogràfic i econòmic que va suposar.

## Invents i descobriments
La invenció de la brúixola moderna per Shen Kuo i la publicació de nous mapes com els de la geografia d'Al-Idrissí formen les bases per als grans viatges d'exploració i comerç del futur. La brúixola aprofita l'imant per assenyalar la direcció. Els artesans poleixen la tècnica per fabricar miralls de vidre i s'usa el pou artesià per a un millor aprofitament de l'aigua que reverteix en més collites. De 1185, data el primer document que descriu un molí de vent.
Šaraf al-Dīn al-Ṭūsī escriu sobre equacions de tercer grau, anticipant bona part de la regla de Ruffini. Una fita rellevant és l'aparició de les primeres armes amb pólvora a la Xina. Com a curiositat, d'aquesta època daten les primeres xemeneies que surten d'una llar de foc moderna.

## Art, cultura i pensament
La filosofia medieval continua molt lligada a la teologia, si bé amb el redescobriment d'Aristòtil i altres pensadors grecs canvia l'enfocament general i apareix ll'escolàstica. Les traduccions al llatí des de l'àrab permeten aquest gir filòsofic, per això grups com l'escola de traductors de Toledo, que posen en contacte diverses cultures, resulten fonamentals per a entendre el segle xii i els següents. D'aquesta escola va sorgir, per exemple, Gerard de Cremona.
Entre els noms des pensadors més destacats cal esmentar Abelard, famós per protagonitzar una de les històries d'amor més famoses de l'edat mitjana i per la seva capacitat dialèctica; Averrois, filòsof àrab de gran influència i comentarista d'Aristòtil; Maimònides, que lliga el judaisme i la filosofia medieval; Anselm de Canterbury, creador de l'argument ontològic per a demostrar l'existència de Déu o Hildegarda de Bingen, de la branca mística.
L'Església continua sent la principal transmissora de la cultura a Europa. Els ordes monàstics creixen en importància, com per exemple l'orde del Cister.
En les arts plàstiques, neix l'art gòtic. L'arquitectura s'eleva cap al cel en els castells i les catedrals, com Notre-Dame de París, la pintura i l'escultura guanyen en humanitat i s'usen els vitralls i colors per a reflectir la llum. Es manté, però, gran part del simbolisme romànic anterior. Fora de l'òrbita occidental, cal fer esment de la figura del xinès Zhang Zeduan.
En música es produeixen avenços notables. Es consolida el pentagrama per a la notació, fet que ajuda a codificar les obres més complexes, per a diverses veus i instruments (polifonia). S'inventa el llaüt, instrument que gaudiria de gran popularitat en els segles posteriors i es recullen els Carmina burana (cants goliards).
Els trobadors continuen dominant el panorama líric europeu, mentre que a Orient emergeixen les figures del poeta indi Allama Prabhu i Omar Khayyam. En l'èpica, s'escriuen composicions lligades a l'anomenada matèria de França, que narren les gestes dels carolingis o la lluita contra els musulmans i un personatge del cicle artúric, Garin le Lorrain. Es compilen la Historia Regum Britanniae, que donarà peu a la matèria de Bretanya, i la Gesta Danorum, document clau per a entendre els mites anteriors.
En literatura, es produeix la consolidació de les llengües vulgars per a escriure les noves obres, sense que això suposi encara l'arraconament del llatí com a idioma de cultura. Aquest fet és ben contrastat en el concili de Tours (813), en què els bisbes de diferents regions recomanen que les homilies es facin en la llengua romana parlada per la gent del camp o bé en la llengua tedesca, germànica, a fi que tots puguin comprendre allò que diuen. Així, es pot dir que la gran quantitat de textos literaris en vulgar està molt lligada a l'àmbit litúrgic, ja que unes circumstàncies concretes obliguen a triar una llengua romànica perquè els objectius pastorals arribin a tants feligresos com sigui possible. Jean Frappier explica aquest procés i diu que tothom ha d'entendre que la literatura en llatí va ser com la institutriu de les literatures en llengua vulgar i en va mostrar la qualitat de l'expressió. Obres d'aquesta època són: La seqüència de santa Eulàlia i La vida de sant Alexis.
Dins del període medieval europeu durant el segle XII es produeixen un conjunt de canvis que transformen la societat de l'època en gairebé tots els seus àmbits. La valoració de l'abast d'aquests canvis encara és un procés en debat en els estudis medievals. Podem trobar des d'opinions que bategen el període amb el nom renaixement (Renaixement del segle XII) a d'altres que qüestionen aquest qualificatiu com un abús en l'ús d'aquest terme, o que un mot més apropiat podria ser el de crisi.
El punt d'acord d'aquest debat el podem situar en què parlem d'una societat complexa que evoluciona cap a una major preponderància del món urbà davant del món rural. Aquesta és una manera potser massa esquemàtica de resumir que un sistema feudal i de senyorius entra en conflicte amb un sistema protoburgès i que en el decurs del procés perd poder i importància. Des del segle xi trobem evidències del procés descrit. Per exemple, en el cas de les terres catalanes constatem la fundació de moltes viles "noves" i viles "franques" i una evolució demogràfica que s'acostuma a lligar a una millora de les condicions econòmiques. En aquestes terres està molt viu el conflicte entre poder i govern que centra la tesi de Thomas Bisson, poder com a dominació per la violència front el govern que cerca establir fórmules de consentiment per part de la població dominada. L'historiador destaca la resistència del senyors dels castells front les assemblees de Pau i Treva de Déu que pretenien acabar amb la seva impunitat.
Al voltant d'aquest dibuix esquemàtic hi podem afegir canvis en la religiositat, apareix la noció d'un Déu bo (Bernat de Claravall) i es desmunta la noció de cristiandat unida, apareixent interpretacions diverses que donaran lloc a múltiples heretgies.
Un període de canvis i convulsions en una societat complexa ha de veure's reflectit en el fet literari i a la vegada ha d'afectar i condicionar aquest fet. Els canvis socials i en el dibuix de la religiositat modificaran l'estat de la llengua dominant, la llengua llatina, i produiran una emergència de les llengües vulgars que guanyaran pes en el fet literari. Possiblement lligat a un període més dinàmic, amb el progressiu augment de la importància del comerç i el contacte entre les ciutats i la major obertura de l'època comporten que les tradicions d'una regió s'estenguin arreu, com per exemple les llegendes bretones (veure Matèria de Bretanya). També és interessant notar com els nous actors que guanyen protagonisme condicionen el mateix fet literari introduint la seva veu en aquest fenomen (la performance del joglar), actors que en aquest cas acostumen a provenir de classes socials baixes.

### Context històric: breu pinzellada
Durant el marc històric que anomenem edat mitjana (S IV-XV), es varen succeir una sèrie de transformacions les quals varen portar –en termes generals i sempre tenint en compte les particularitats de cada territori i societat– una economia de subsistència, on el menjar avui no a garantia de poder menjar l'endemà, amb un descens de població, a una societat que començava a conèixer els excedents de producció, que desenvolupà un augment demogràfic d'una població on la indústria de la ciutat i el mercantilisme prenien força per no aturar-se en el futur. En definitiva, d'una societat violenta feudal, a una de cortesana i principesca, on es poden identificar elements indiciaris que desenvoluparien els primers indicis que deixarien enrere l'època medieval per endinsar-se a l'edat moderna, essent un d'ells, l'articulació d'una llengua comuna en detriment del llatí que quedaria relegat a unes disciplines en concret i a la litúrgia.
El creixement del nou espai econòmic (sense oblidar que el camp encara era el que proveïa la gran majoria d'aliments) fou el focus del naixement d'una nova riquesa i dels propietaris d'aquesta: els burgesos. Aquests no només varen ser la punta de fletxa d'un nou ordre social i econòmic, sinó que a més foren un dels focus de la consolidació de la “llengua vulgar” en contraposició del llatí que utilitzaven l'alta noblesa i l'Església. Aquesta culturització comuna en aquesta classe era fruit, entre altres factors, de la voluntat d'equiparar-se en rang, privilegis i prestigi a l'antiga noblesa que la genealogia els vetava per naixement.
En el transcurs del temps el desenvolupament econòmic d'aquest nou espai urbà demandaria una sèrie d'institucions i dels seus funcionaris formats en escoles i universitats, per poder-les gestionar: apareixeran els bancs, les gestories, jutjats i altres òrgans de gestió necessaris pel funcionament de la burocràcia emergent.
Tot i aquesta tendència de pèrdua d'influència, cal recordar que l'Església fou qui va transmetre i conservar el coneixement de l'antiguitat, ja que “tenien el monopoli de l'ensenyament i de la cultura, eren els únics de poder proporcionar a l'Estat els homes per fer tasques administratives que exigien un cert coneixement de l'escrit. La cultura, és clar era llatina i eclesiàstica per la temàtica i els autors”. Així doncs, conservaven i difonien la tradició llatina, creant un ambient cultural comú arreu de l'occident europeu en el procediment educatiu, la qual cosa, homogeneïtzava el coneixement. A partir del 813, el clergat francès va començar a utilitzar la llengua “vulgar” per poder accedir a tothom en el seu missatge; era evident que les coses estaven canviant i la necessitat de saber i de ser ensenyat no era només monopoli de les classes dominants.

### De la paraula al text
Paral·lelament als fets relacionats en l'apartat anterior, la cultura, i concretament la literatura no està absenta d'evolucionar.
En un món on gran part de la població no sabia ni escriure ni llegir, l'Església tenia el paper de culturitzar, ja bé, en les escoles designades a tal fi a les classes més benestants, o mitjançant a l'ensenyament visual en les expressions artístiques de les obres d'art litúrgiques (retaules, quadres o bé iconografies en general). Tret d'això, i en funció d'ampliar les bases del seu coneixement i adoctrinament, és conegut que a França a partir del segle ix, es comencen a traduir i difondre texts de llatí a la llengua romànica d'ús, o si més no, d'enteniment més comú en la resta de la població.
Les obres que formaven part de la literatura d'abans del segle xii, eren, la gran majoria de factura eclesiàstica amb llengua llatina, amb caràcter moralitzadora, amb el realçament dels valors cristians i una font de valors que l'Església volia transmetre.
L'aparició de la figura de la cavalleria comportà el naixement de la literatura romànica: les seves gestes, en la figura del cavaller, foren centrades a favor de l'Església per, en uns casos, justificar la violència contra tot contrari a la doctrina cristiana, i en altres per exaltar unes virtuts i valors,dignes de ser seguides per una societat que, estava lluny de complir-les.
S'idealitza el concepte del cavaller mitjançant la literatura profana; l'èpica s'encarregaria de crear un personatge virtuós que busca l'exaltació de les seves virtuts, el valor i la pietat front l'enemic, amb un gran amor a la família i amb resignació a la injustícia, en fi, una sèrie de valors “ideals” que la petita noblesa i la nova classe burgesa farà seva a partir del segle xiii per tal d'aconseguir el que per naixement té prohibit: el prestigi i el poder social davant la Cort reial. Aquest prestigi buscat també era present amb la figura de l'amor cortès, metàfora literària, de la recerca d'una noblesa sense recursos ni honor, buscat en la cort en la persona de la dona del senyor (domina). Diem metàfora perquè és complicat d'imaginar que la conquesta amorosa es dugué a terme realment, ja que, la pròpia moralitat i costums de l'època distava molt d'allò que relataven els joglars amb tanta vehemència i passió.
L'amor també era també representat com la figura de la lleialtat envers el príncep cap els seus vassalls, ja que, la relació entre ells ja no es basava en una situació de força (tan econòmica com militar) sinó de confiança.
Aquesta èpica es difonia oralment arreu del territori mitjançant l'actuació joglaresca, els quals eren “professionals indiscutibles de la divulgació literària”. La composició en vers facilitava l'actuació d'aquests actors, els quals, repetien històries d'autors anònims reinterpretades en funció del temps on el territori on s'explicaven.